# Camp Zama
Camp Zama (キャンプ座間?, Kanpo Zama) è una base militare dell'Esercito degli Stati Uniti nelle città di Zama e Sagamihara, nella prefettura giapponese di Kanagawa, a circa 40 km a sud-ovest di Tokyo.
Camp Zama ospita le unità statunitensi del Battaglione "Ninjas", della 311ª Brigata d'Intelligence militare, del Distretto genieri del Giappone, del 78º Battaglione segnali e il Dipartimento di Coordinamento bilaterale, nonché il 4º Gruppo genieri delle Forze di Autodifesa Terrestre giapponesi.